# Euphorbia scabrifolia
Euphorbia scabrifolia är en törelväxtart som beskrevs av Wilhelm Sulpiz Kurz. Euphorbia scabrifolia ingår i släktet törlar, och familjen törelväxter.
Artens utbredningsområde är Burma. Inga underarter finns listade i Catalogue of Life.